# Juegos Mediterráneos de 1997
Los XIII Juegos Mediterráneos se celebraron en Bari (Italia), del 13 al 25 de junio de 1997, bajo la denominación Bari 1997. Nunca antes un país había repetido como organizador de unos Juegos Mediterráneos (Nápoles ya había sido sede en el año 1963). En el sur de la península itálica se dieron cita 2.803 representantes de 21 países, de los cuales Italia fue el más galardonado, por delante de Francia y Turquía, con España de nuevo en el cuarto puesto.
El total de competiciones fue de 234 repartidas en 27 deportes.

## Medallero
| Núm. | País                | Oro | Plata | Bronce | Total |
| ---- | ------------------- | --- | ----- | ------ | ----- |
| 1    | Italia              | 73  | 52    | 67     | 192   |
| 2    | Francia             | 56  | 45    | 46     | 147   |
| 3    | Turquía             | 28  | 14    | 21     | 63    |
| 4    | España              | 20  | 32    | 47     | 99    |
| 5    | Grecia              | 19  | 22    | 20     | 61    |
| 6    | Argelia             | 7   | 7     | 8      | 22    |
| 7    | Croacia             | 5   | 16    | 10     | 31    |
| 8    | Eslovenia           | 5   | 8     | 10     | 23    |
| 9    | R. F. de Yugoslavia | 5   | 4     | 13     | 22    |
| 10   | Marruecos           | 5   | 4     | 9      | 18    |
| 11   | Egipto              | 3   | 6     | 10     | 19    |
| 12   | Túnez               | 2   | 3     | 9      | 14    |
| 13   | Siria               | 2   | 1     | 2      | 5     |
| 14   | Malta               | 0   | 1     | 1      | 2     |
| 15   | San Marino          | 0   | 1     | 0      | 1     |

| Predecesor: Languedoc-Rosellón 1993 | XIII Juegos Mediterráneos 1997 | Sucesor: Túnez 2001 |

- Datos: Q500310